# آنا کاترین هالبروک
آنا کاترین هالبروک (انگلیسی: Anna Kathryn Holbrook؛ زادهٔ ۱۸ آوریل ۱۹۵۷) بازیگر اهل ایالات متحده آمریکا است.
از فیلم‌ها یا مجموعه‌های تلویزیونی که وی در آن‌ها نقش داشته‌است، می‌توان به من عاشق دردسرم، بال غربی، هوملند اشاره نمود.